# Austrochloris dichanthioides
Austrochloris es un género monotípico de plantas herbáceas de la familia de las poáceas. Su única especie: Austrochloris dichanthioides (Everist) Lazarides, es originaria de Australia donde se encuentra en los lugares abiertos de las sabanas.

## Descripción
Es una planta perenne; cespitosa con cañas de 40-100 cm de alto; herbácea. Culmo con nodos glabros. Internudos sólidos. Hojas no agregadas basales; no auriculadas.  La lámina es estrecha; de 2-3 mm de ancho; sin glándulas multicelulares abaxiales; sin venación; persistente. La lígula es una membrana con flecos. Son plantas bisexuales, con espiguillas bisexuales; con los floretes hermafroditas. La inflorescencia de las ramas principales espigadas ; digitadas. Ramas primarias inflorescencia 2 o 3. raquis ahuecado, o aplanado (triquetro).

## Taxonomía
Austrochloris dichanthioides fue descrita por (Everist) Lazarides y publicado en Australian Journal of Botany, Supplementary Series 5: 35. 1972.
Etimología
Austrochloris: nombre genérico que deriva de las palabras australis = (sur), y chloris (el género en que estaba antiguamente incluido).
dichanthioides:epíteto compuesto que significa "semejante a Dichanthium"
Sinonimia
- Chloris dichanthioides Everist[3][4]